# Roger Goldsworthy
Roger Tuckfield Goldsworthy (1839 – 6 de mayo de 1900) fue un administrador colonial del Reino Unido.

## Biografía
Nació en Marylebone, Middlesex (actualmente parte del Gran Londres) en 1839, y estudió en Sandhurst. Fue el hermano menor del General Walter Tuckfield Goldsworthy (1837-1911). Se unió a su padre y hermano en Calcuta, India Británica, en 1855 y más tarde se unió a la caballería de voluntarios conocida como Irregulares de Havelock. Durante la rebelión en la India de 1857 ganó medallas y fue mencionado en los despachos. En 1859 fue nombrado como teniente comisionado en la 17a de lanceros. Dimitió en 1866.
De 1868 a 1870, fue inspector general de la Policía en Sierra Leona; durante este tiempo se casó con una viuda llamada Eliza Egan. Él era entonces comandante de la Policía Armada Hausa y magistrado del Distrito de Lagos hasta 1873. Luego se convirtió en inspector de Aduanas de Costa de Oro hasta 1874. En 1874 fue galardonado con la Orden de San Miguel y San Jorge por su papel en la guerra con el Akumahs. Su siguiente cargo fue como Presidente de Nieves, entre 1876 y 1877, como parte de la colonia de las Islas de Sotavento Británicas.
En 1877, fue nombrado Secretario colonial de Australia Occidental, una posición que también implicaba su participación en el Consejo Legislativo de Australia Occidental. Asumió el cargo el 30 de agosto de 1877, y renunció el 7 de septiembre de 1880. Después de esto, fue nombrado administrador y secretario colonial de Santa Lucía entre 1881 y 1884 y Gobernador y Comandante en Jefe de Honduras Británica (actual Belice) entre 1884 y 1891.
Su último cargo público fue entre febrero de 1891 y 1897 como gobernador colonial del territorio británico de ultramar de las Islas Malvinas, reclamadas por Argentina. Falleció el 6 de mayo de 1900 en Inglaterra.